# Disney Theatrical Productions

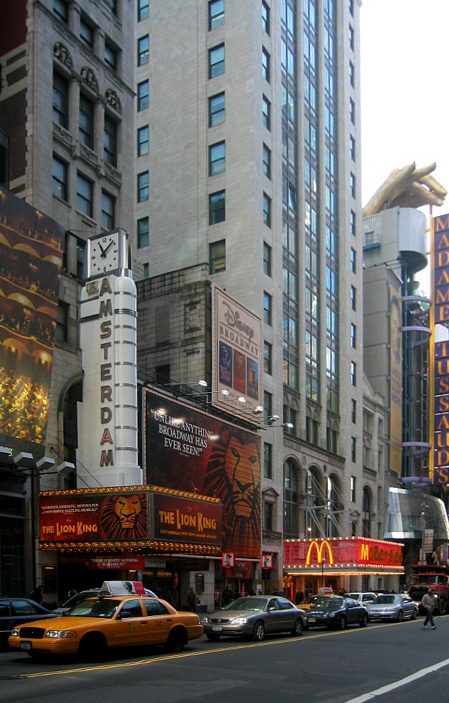
New Amsterdam Theatre: o edifício-sede da Disney Theatrical Productions, em Manhattan (Nova Iorque).

Walt Disney Theatrical Productions, informalmente conhecido como Walt Disney Theatrical, é uma produtora de teatro subsidiária da The Walt Disney Company. Sua sede é em Nova Iorque, Estados Unidos.
Fundada em 1993, a produtora tem ganhado reputação com os meios de comunicação por criar musicais populares, estreando com o aclamado A Bela e a Fera em 1994 e mais recentemente com Aladdin, indicado ao Tony Award 2014. Suas produções são lançadas no New Amsterdam Theatre. A companhia é dirigida por Thomas Schumacher, e é uma divisão do Disney Theatrical Group, que incluem Disney Live Family Entertainment, incorporando Disney on Ice e Disney Live, produzidas por Feld Entertainment. 

## Adaptação de animados
- A Bela e a Fera 1994-2007 na Broadway;
- O Rei Leão em cartaz na Broadway;
- O Corcunda de Notre Dame, produção alemã do filme da Disney, com co-produção da Walt Disney Theatrical;
- Tarzan 2006 na Broadway;
- A Pequena Sereia 2008-2009 na Broadway;
- Aladdin em cartaz na Broadway.

### Próximas Adaptações de Animações
- Mogli - O Menino Lobo em pré produção;
- Frozen em desenvolvimento, abertura em 2018 na Broadway.

## Adaptação de filmes Live-Action
- Mary Poppins 2006-2013 na Broadway;
- High School Musical off- Broadway, produção regional;
- High School Musical 2 off-Broadway, produção regional;
- Camp Rock off-Broadway, produção regional;
- Newsies 2011-2014 na Broadway.

### Próximas Adaptações de Live-Action
- Os Muppets em desenvolvimento;
- The Princess Bride em desenvolvimento.

## Produções Originais
- King David oratório moderno de Alan Menken e Tim Rice, lançado em 1997;
- Aida 2000-2004 na Broadway;
- On The Record o show reuniu sessenta canções clássicas da Disney de 1930 até a de 2004, produção regional;
- Peter and the Starcatcher peça que é uma prequela para Peter Pan, ficou em cartaz na Broadway entre 2012-2013;
- Shakespeare Apaixonado peça que é uma adaptação do filme ganhador do Oscar.